# Silke Rehberg
Silke Rehberg (* 17. Oktober 1963 in Ahlen) ist eine deutsche bildende Künstlerin.

## Leben
Rehberg studierte nach dem Abitur in Ahlen ab 1983 Bildhauerei an der Fachhochschule Münster und Freie Kunst an der Kunstakademie Münster. Sie schloss mit dem Diplom für Objektdesign sowie als Meisterschülerin von Timm Ulrichs mit dem Akademiebrief für Freie Kunst ab. Anschließend erhielt sie ein Kulturförderstipendium der westfälischen Wirtschaft. 1995 und 1996 lehrte sie Bildhauerei an der Fachhochschule Dortmund. 1999 erhielt sie den Förderpreis zum Rubenspreis der Stadt Siegen.
Ihr umfangreiches Werk, zahlreiche Ausstellungen und erste Preise zeugen von ihrer künstlerischen Bedeutung.

## Werke im öffentlichen Raum
- 1988: Skulptur für die Stadt Selm

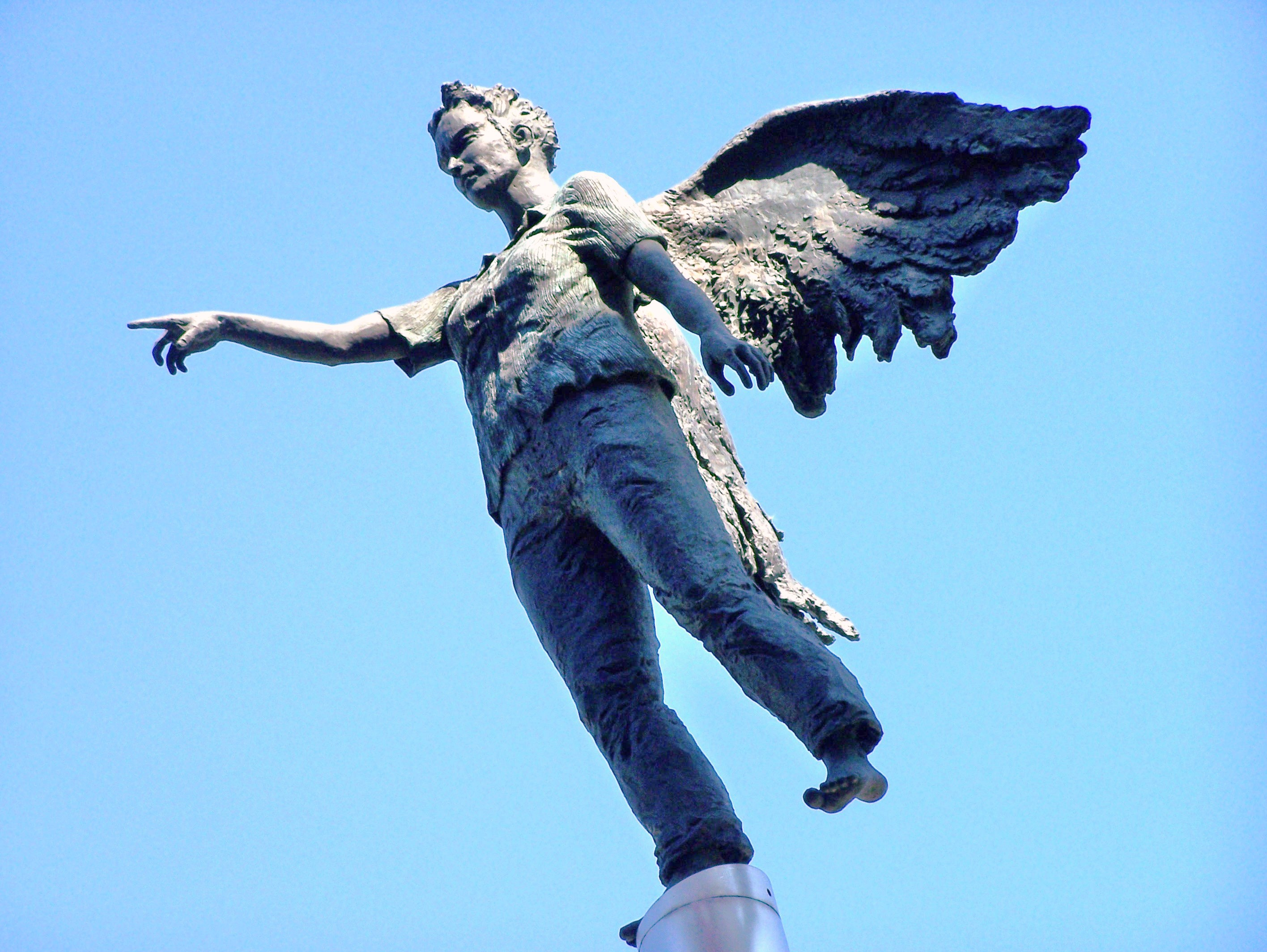
Engel für Chemnitz (1997)

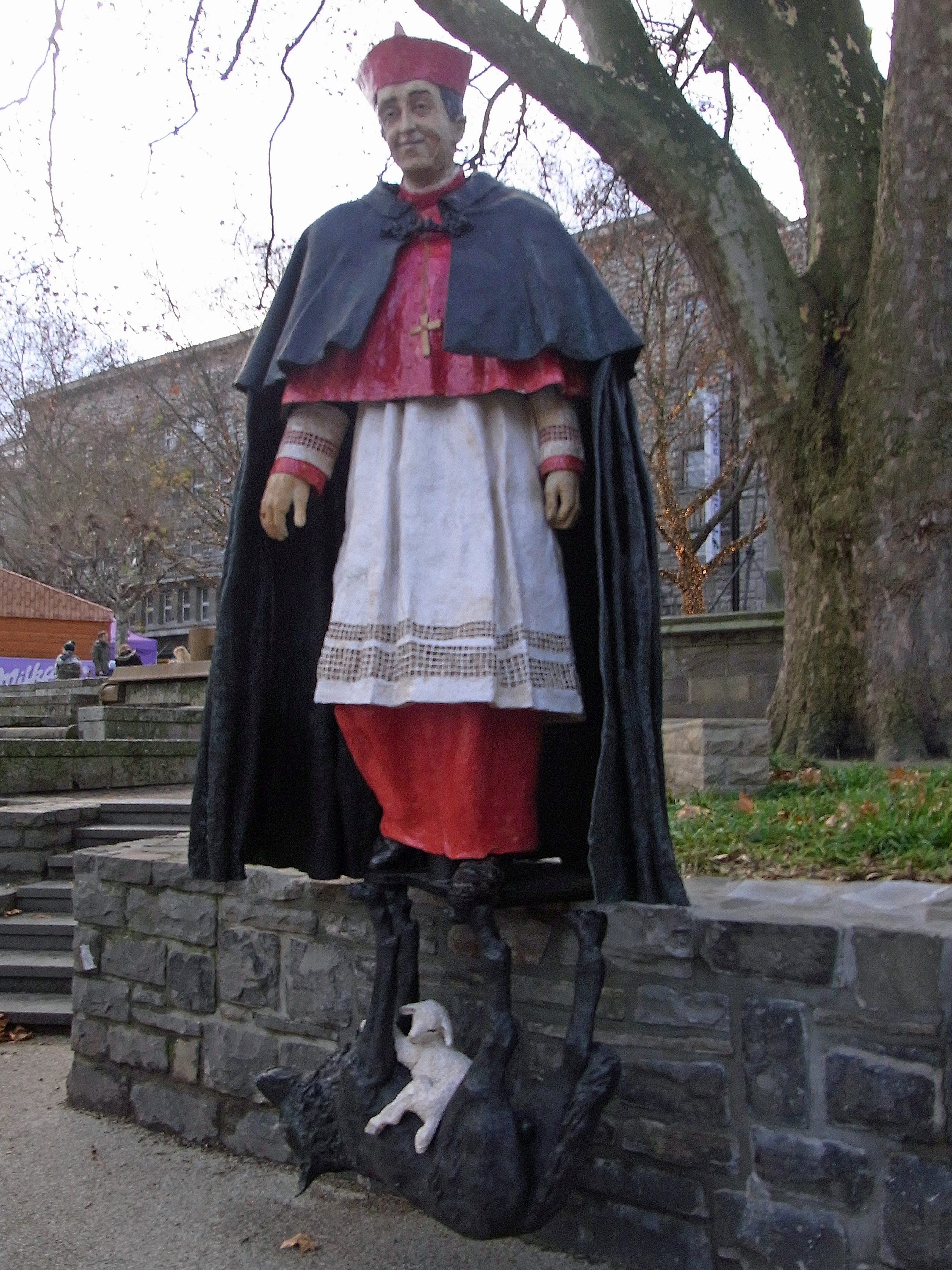
Hengsbach-Installation in Essen, die 2023 abgebaut wurde (2011)

- 1990: slingingbeweging temporär, Breda, Niederlande
- 1991: Neue und diesmal schönere Fische, temporäre Lichtskulptur an der Lippe
- 1992: 1995 Grauen, Mahnmal der Stadt zum 50. Jahrestag des Bombardements der Stadt Chemnitz, Stadtmitte Chemnitz
- 1996: Susanna im Bade, temporäre Installation in Dortmund
- 1997: Engel für Chemnitz, Realisation eines zweiteiligen Skulptur-Projektes in der Innenstadt von Chemnitz
- 1998: Johanna, temporäre Installation an der Fassade der Kirche St. Agatha, Alverskirchen
- 2000: artikel, temporäre Installation in 8 Schaufenstern, Hürth; Der Mensch im Tier, Skulptur: Tierporträts, Westfälische Wilhelms-Universität Münster
- 2001: artikel, 2, temporäre Installation in 8 Schaufenstern, Prinzipalmarkt, Münster
- 2002: Tagung überMenschen, Vortrag: „Wenn es nicht falsch sein könnte, wär es mir egal“
- 2003: Illustration einer Bibel zum Schulunterricht, Herausgabe durch die Deutsche Bischofskonferenz
- 2005: Skulptur-Biennale Münsterland, Projektentwurf und Realisierung: Borkener Allgemeine
- 2007: Acht mal Jesus, Installation zum Kreuzweg, St. Theresia, Münster
- 2008: Fenster, Lang- und Querhausfenster für St. Josef, Münster
- 2011: Fiera d’Arte, Installation im Atrium Museo Medievale, Bologna, Italien; Hengsbach-Installation, Domplatz Essen;[3] (letztere wurde 2023 abgebaut)[4]
- 2016 Statue von Schwester Blandine Merten im Westchor des Trierer Domes[5]